# Edward Villiers, 5:e earl av Clarendon
Edward Hyde Villiers, 5:e earl av Clarendon, född den 11 februari 1846, död den 2 oktober 1914, känd som Lord Hyde mellan 1846 och 1870, var en brittisk unionistpolitiker.
Clarendon var äldste son till den prominente liberale statsmannen George Villiers, 4:e earl av Clarendon. Han efterträdde sin far som 5:e earl av Clarendon i juni 1870, och var i sin tur far till den konservative politikern George Villiers, 6:e earl av Clarendon. 
Han valdes in i underhuset 1869, men tog redan året därpå plats i överhuset. År 1895 blev lord Clarendon inpiskare för regeringen under Lord Salisbury, en position han innehade till 1900, då han befordrades till Lord Chamberlain of the Household och inträdde i Privy Council. Han behöll denna post även när Arthur Balfour blev premiärminister 1902. Efter regeringens fall i december 1905 kom han inte tillbaka som minister. Vid sidan av sin politiska karriär var lord Clarendon lordlöjtnant i Hertfordshire 1893 till 1914. Han var också en framstående cricketspelare.